# Schwalbennymphe
Die Schwalbennymphe (Thalurania furcata) ist eine Vogelart aus der Familie der Kolibris (Trochilidae), die in Kolumbien, Venezuela, Guyana, Surinam, Französisch-Guayana, Brasilien, Ecuador, Peru, Bolivien, Argentinien und Paraguay vorkommt. Der Bestand wird von der IUCN als nicht gefährdet (Least Concern) eingeschätzt.

## Merkmale

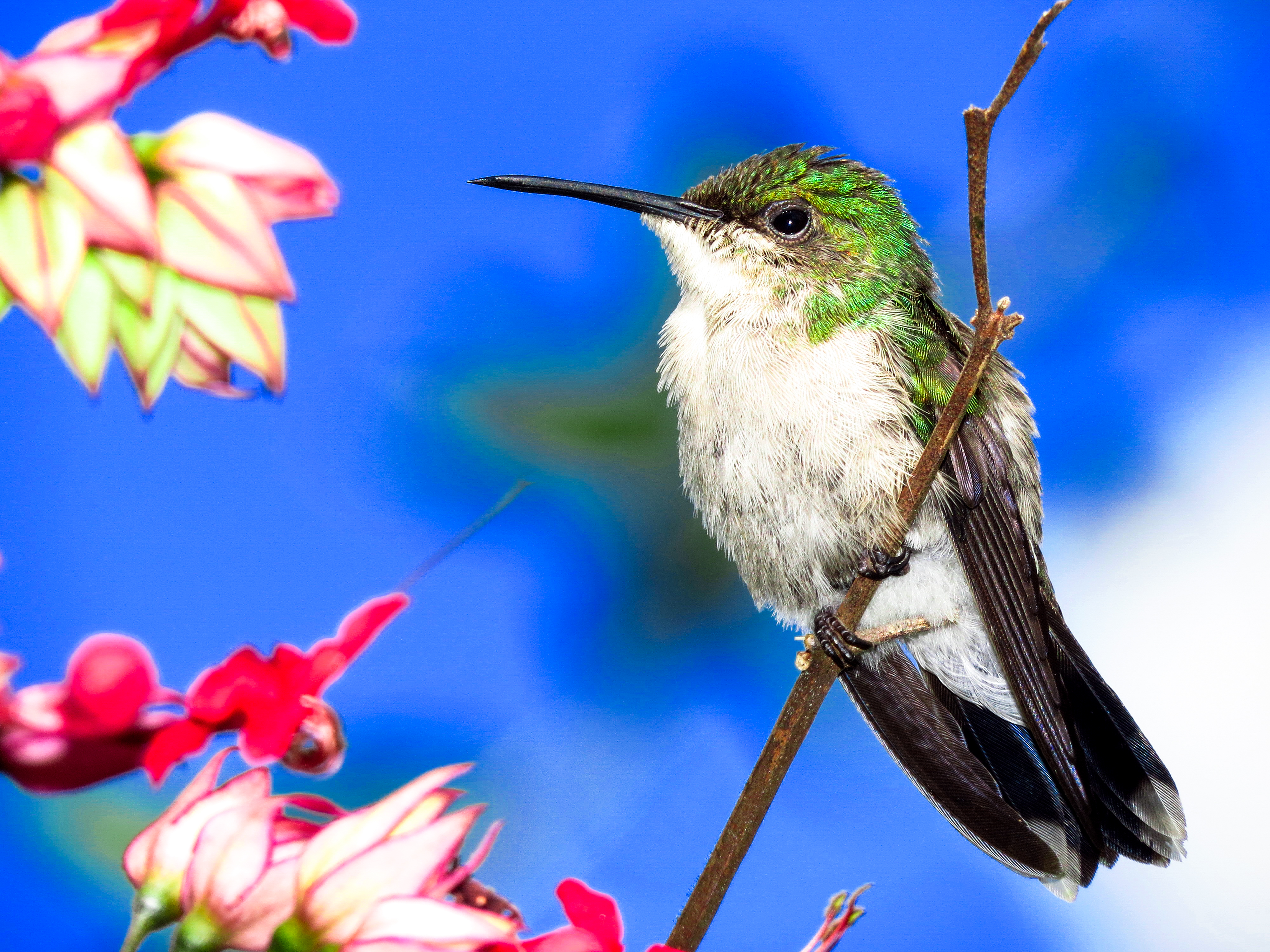
Schwalbennymphe, Weibchen

Die männliche Schwalbennymphe erreicht eine Körperlänge von etwa 9,5 bis 12,9 cm, bei einem Gewicht von ca. 3,6 bis 6,8 g; die Weibchen haben bei einer Körperlänge von etwa 8,0 bis 10,7 cm ein Gewicht von ca. 3,0 bis 5,0 g. Der mittellange gerade Schnabel ist schwarz. Der überwiegende Teil der Oberseite des Männchens ist dunkel bronzegrün, wobei der Oberkopf und der Nacken dunkel bronzefarben gefärbt sind. Die Kehle glitzert grün, der Bauch und das Band über dem Rücken sind violett. Der gegabelte Schwanz ist blauschwarz, die Unterschwanzdecken dunkel stahlblau mit breiten matten weißen Säumen. Das Weibchen ist auf der Oberseite hellgrün, mit matterer und mehr bronzefarbener Tönung am Oberkopf. Die Unterseite ist blassgrau. Der hintere Teil der Schwanzfedern ist stahlblauschwarz, die äußeren drei Steuerfedern sind weiß gefleckt. Männliche Jungvögel sind auf der Oberseite fast durchgängig bronzegrün und auf der Unterseite matt bronzegrün. Weibliche Jungvögel sind auf der Oberseite durchschnittlich etwas mehr bronzegrün gefärbt als ausgewachsene Exemplare und haben normalerweise einige helle gelbbraune Fransen an Gesicht, Nacken und Bürzel.

## Verhalten und Ernährung
Die Schwalbennymphe bezieht ihren Nektar in den Wäldern und den angrenzenden Habitaten im Osten Kolumbiens von Epiphyten wie Bromeliengewächsen und Heidekrautgewächsen, Ranken der Gattung Mucuna und Gurania, Lianen aus der Gattung der Langfäden, von Bäume der Gattungen Inga, Korallenbäume, Genipa, Tachigali, Quararibea, Syzigium, von Gestrüpp wie Rötegewächsen und Akanthusgewächsen sowie von großen Kräutern wie Helikonien und Costus. In Bolivien wurden Schwalbennymphen dabei beobachtet, wie sie ihren Nektar durch Anpicken von Kaktusblüten der Art Stetsonia coryne erreichten. Auch fangen sie im Flug kleine Gliederfüßer; weniger oft sammeln sie diese von den Pflanzen ab. Kleine Fliegen wie Zweiflügler und Wespen wie Hautflügler sind wichtige Faktoren in ihrer Ernährung. Dazu essen sie kleine Ameisen, andere Insekten sowie Spinnen. Ihr Nahrungsterritorium rund um die blühenden Blumen verteidigen sie aggressiv gegen andere Kolibris wie den Zimtrot-Schattenkolibri oder auch andere Vogelarten. Trotzdem wurde ein gewisses Maß an Nahrungsquellenaufteilung mit dem Schwarzbrust-Mangokolibri, dem Bronzerücken-Glanzkehlchen oder sogar dem Zimtrot-Schattenkolibri an bestimmten Pflanzen wie etwa Calliandra surinamensis beobachtet. In dichten Waldgebieten nutzt die Schwalbennymphe alle Straten, um an Nahrung zu gelangen.

## Lautäußerungen
Der Gesang besteht aus einer fortlaufenden Serie hellklingender zweisilbiger, dünner metallischer si-tsit..si-tsit..si-tsit... Töne. Dazu kommt eine wiederholte Reihe von drei bis sieben insektengleichen tsi-si-si..tsi-si-si-si-si..tsi-si-se.. Lauten. Auch ein monoton wiederholtes einzelnes Tschilpen gehört zu ihrem Repertoire. Wenn die Schwalbennymphe sitzt, gibt sie ein kurzes trockenes Tschilpen von sich, dem dann im Flug schnelles trockenes Getriller oder Geschnatter folgt.

## Fortpflanzung
In den Ausläufern der östlichen Anden wurden Schwalbennymphen von April bis Oktober in Brutstimmung beobachtet. Für das Amazonasgebiet im Osten Kolumbiens reichen die Angaben zur Brutzeit von August bis Oktober. In Ecuador wurden aktive Nester von Juli bis September entdeckt. Als Brutsaison für den Norden Brasiliens gilt der Dezember bis März, im östlichen zentralen Brasilien von November bis März, im südöstlichen Brasilien von November bis März. Nester wurden bisher nur für den Osten Ecuadors beschrieben. Dabei handelte es sich um einen kleinen Kelch in 1,5 bis 2,5 Metern über dem Boden. Eines der Nester wurde über Wasser gebaut, das andere auf einem epiphytischen Farn. Die Nester bringen die Vögel an abfallenden horizontalen Zweigen an und benutzen zum Bau fast ausschließlich herabgefallene Saat, die innen eher blass und außen blassbraun wirkt und an den Ästen mit Spinnweben befestigt wird. Zusätzliches Material wird bei der Bebrütung herbeigeschafft. Wenige Flechtenteile werden an der Außenwand angebracht. Die Nester sind ca. 46 mm hoch. Der Außenradius beträgt ca. 41 mm, der Innenradius ca. 18 bis 23 mm, die Innentiefe beträgt 18 bis 20 mm. Eines der ecuadorianischen Nester befand sich auf einem 4 Meter hohen Nachtschattengewächsbaum etwa 10 cm von einer Kolonie der gemeinschaftlich agierenden Spinnenart Anelosimus eximus entfernt. Die zwei weißen ca. 0,50 bis 0,58 g schweren Eier sind ca. 12,9 bis 15,0 × 8,6 bis 10,0 mm groß. Die Brutdauer beträgt ca. 15 Tage und das Ausbrüten der Eier erfolgt durch das Weibchen. Nach 22 bis 25 Tagen werden die Nestlinge flügge. In Ecuador wurde beobachtet, wie sich ein Weibchen erfolgreich gegen Ameiseneindringlinge der Gattung Dolichoderus wehrte, indem es diese mit ihrem Schnabel wegpickte.

## Verbreitung und Lebensraum

Verbreitungsgebiet (grün) der Schwalbennymphe

Die Schwalbennymphe bevorzugt feuchte Wälder wie Terra Firme und Várzea, Waldränder, höhere Sekundärvegetation, halboffenes Habitat, schattige Plantagen und Gärten. In den Wäldern bewegt sie sich vorzugsweise in lichteren Bereichen. In einigen Gegenden ist sie vermutlich in mehr von Gestrüpp geprägten Umgebungen unterwegs. Hier fehlt es aber an weiteren Informationen.

## Unterarten
Bisher sind 13 Unterarten bekannt:
- Thalurania furcata refulgens Gould, 1853[3] kommt auf der Paria-Halbinsel und der Sierra de Cumaná im Nordosten Venezuelas vor.
- Thalurania furcata furcata (Gmelin, JF, 1788)[4] ist im östlichen zentralen Venezuela über Guyana, Surinam und Französisch-Guayana bis in den Nordosten Brasiliens verbreitet.
- Thalurania furcata fissilis von Berlepsch & Hartert, E,  1902[5] kommt im Südosten Venezuelas, dem westlichen zentralen Guyana und Roraima im nördlichen zentralen Brasilien vor. Diese Unterart unterscheidet sich durch einen längeren Schnabel und die dichten blauen Unterschwanzdecken.[1]
- Thalurania furcata orenocensis Hellmayr, 1921[6] ist am Oberlauf des Orinoco im Süden Venezuelas verbreitet. Bei dieser Subspezies ist der Oberkopf und der Rücken wesentlich dunkler. Auch der schwärzlich blaue Schwanz wirkt dunkler. Eine violette Binde zieht sich über den Vorderrücken.[6]
- Thalurania furcata nigrofasciata (Gould, 1846)[7] kommt im Südosten Kolumbiens, im Süden Venezuelas und im Nordwesten Brasiliens vor. Bei dieser Subspezies wird das violette Rückenband in der Mitte unterbrochen und die grüne Kehle ist etwas größer und wird vom violetten Bauch durch ein schwarzes Band abgetrennt. Dieses ist breiter als bei T. f. viridipectus.[1]
- Thalurania furcata viridipectus Gould, 1848[8] ist im Osten Kolumbiens, im Osten Ecuadors und Nordosten Perus verbreitet. Bei dieser Subspezies wird das violette Rückenband in der Mitte unterbrochen und die grüne Kehle ist etwas größer und wird vom violetten Bach durch ein schwarzes Band abgetrennt. Die Oberseite ist goldgrün.[1] Bei dieser Unterart geht das Grün der Kehle bis zur Brust und wird von einem schwarzen Streif abgegrenzt.[1]
- Thalurania furcata jelskii Taczanowski, 1874[9] kommt im Osten Perus und dem Westen Brasiliens vor. Bei dieser Subspezies ist der untere Bereich der Kehle und der Brust mehr oder weniger blau getönt. Das schwarze Band ist normalerweise unterbrochen.[1]
- Thalurania furcata simoni Hellmayr, 1906[10] ist im Südosten Perus und dem Südwesten Brasiliens verbreitet. Bei dieser Unterart befindet sich an der Kloake und den Unterschwanzdecken ein schwarzer Strich. Sie ähnelt am meisten T. f. jelskii.[1]
- Thalurania furcata balzani Simon, 1896[11] kommt im nördlichen zentralen Brasilien südlich des Amazonas vor. Bei dieser Unterart ist der Oberkopf grün und die Unterschwanzdecken weiß.[1]
- Thalurania furcata furcatoides Gould, 1861[12] ist im Osten Brasiliens südlich des Amazonas verbreitet. Diese Unterart ist etwas größer und der Oberkopf etwas schwärzlicher.[1]
- Thalurania furcata boliviana Boucard, 1894[13] kommt im Südosten Perus und dem Nordosten Boliviens vor. Bei dieser Subspezies ist das Grün auf den Ringkragen begrenzt und das Schwarz wird auf Flecken reduziert oder fehlt ganz.[1]
- Thalurania furcata baeri Hellmayr, 1907[14] ist im nordöstlichen und zentralen Brasilien über den Südosten Boliviens und den Nordwesten und nördlichen zentralen Teil Argentiniens verbreitet. Dieser Unterart hat eine glitzernd grüne Stirn, die sich vom schwärzlichen Oberkopf abhebt.[1]
- Thalurania furcata eriphile (Lesson, RP, 1832)[15] kommt im Südosten Brasiliens, in Paraguay und dem Nordosten Argentiniens vor. Diese Unterart hat eine glitzernd grüne Stirn im Gegensatz zum schwärzlichen Oberkopf.[1]

Mit Thalurania furcata rupicola Grantsau, 2010 könnte es eine weitere Unterart geben, die in Howard and Moore Complete Checklist of the Birds of the World 2015 akzeptiert wird. Diese Unterart, die in der Serra do Espinhaço und im Diamantina e Serra do Cipó vorkommt, unterscheidet sich von der benachbarten Unterart T. f. eriphile durch die schwärzlich-stahlblauen Unterschwanzdecken. Diese sind bei T. f. eriphile braun und mit weißer Umrandung kontrastreich gezeichnet.
Thalurania furcata taczanowskii Dunajewski, 1938 gilt heute als Synonym für die Unterart (Thalurania furcata jelskii Taczanowski, 1874). Etwas komplizierter scheint die Prioritätsfrage hinsichtlich des Namens Thalurania tschudii Sclater, PL, 1859 zu sein. James Lee Peters setzte 1945 diese Unterart in Synonymität mit Thalurania furcata nigrofasciata (Gould, 1846). Gleichzeitig setzte er Thalurania tschudii Gould, 1860 in Synonymität mit Thalurania furcata jelskii Taczanowski, 1874. Peters begründete seine Entscheidung auf Basis unterschiedlicher Verbreitungsgebiete. Diese Analyse kann aus verschiedenen Gründen angezweifelt werden. Zum einen passt das Verbreitungsgebiet von T. f. nigrofasciata nicht zu Gualaquiza oder Zamora. Zum anderen beschrieb Gould 1861 in A monograph of the Trochilidæ, or family of humming-birds klar und deutlich, dass Sclaters und seine Beschreibung sich auf Trochilus furcatus Tschudi, 1846 beziehen. Auch bezog sich Goulds Verbreitungsgebiet nicht ausschließlich auf den Río Ucayali, sondern erstreckte sich über Ecuador und Peru. Zudem verwendete Sclater Goulds Manuskript. Selbst T. f. jelskii als Synonym kann in Zweifel gezogen werden, da beide Autoren Ecuador als Verbreitungsgebiet nannten. Hier ist T. f. viridipectus Gould, 1848 das wahrscheinlichste Synonym.

## Migration
Sehr wenig ist über das Zugverhalten der Schwalbennymphe bekannt. Es wird angenommen, dass sie mehr oder weniger ein Standvogel ist, der – mit Ausnahmen – den blühenden Pflanzen folgt. In Tarija scheint die Art beispielsweise in der Trockenzeit gar nicht vorhanden zu sein, doch ist sie in der Regenzeit relativ häufig. Die Populationen der Andenausläufer ziehen wahrscheinlich in den Höhenlagen.

## Etymologie und Forschungsgeschichte
Die Erstbeschreibung der Schwalbennymphe erfolgte 1788 durch Johann Friedrich Gmelin unter dem wissenschaftlichen Namen Trochilus furcatus. Das Typusexemplar ordnete er Jamaika, Brasilien und Cayenne zu. John Gould hatte 1848 die Gattung Thalurania für eine Unterart der Schwalbennymphe (Thalurania furcata viridipectus) eingeführt. »Thalurania« leitet sich aus den griechischen Worten »thalos, τηαλοσ« für »Kind, Nachkomme« und »ouranos, οὐρανός« für »Himmel« ab. Das Artepitheton »furcata« leitet sich vom lateinischen »furcatus, furca« für »gegabelt, zweizackig« ab. »Furcatoides« setzt sich aus »furcata« und »-oidēs -οιδης,« für »ähnelnd« zusammen. »Refulgens, refulgentis« ist das lateinische Wort für »das Glitzern« von »refulgere« für »glitzern«. »Fissilis, findere« steht für »Spaltung, spalten«. »Orenocensis« bezieht sich auf den Fundort – den Río Orinoco. »Viridipectus« ist ein lateinisches Wortgebilde aus »viridis, virere« für »grün, grün sein« und »pectus, pectoris« für »Brust«. »Jelskii« ist seinem Sammler Konstanty Roman Jelski (1837–1896), »simoni« ist Eugène Louis Simon (1848–1924), »balzani« Luigi Balzan (1865–1893) dem damaligen Professor an der Universität von Asuncion und »baeri« dem Naturalienhändler Gustave Adolphe Baer (1838–1918) gewidmet. »Boliviana« bezieht sich auf das Land Bolivien, »eriphile« auf Eriphyle aus der griechischen Mythologie. »Nigrofasciata« ist ein lateinisches Wortgebilde aus »nigra« »schwarz« und »fasciatus« für »gebändert, gestreift«. »Rupicola« ist ein lateinisches Wortgebilde aus »rupes, rupis« für »Fels« und »-cola, colere« für »Bewohner, bewohnen«. »Taczanowskii« ehrt Władysław Taczanowski (1819–1890) und »tschudii« Johann Jakob von Tschudi (1818–1889). Alfred Laubmann erwähnte erstmals Vorkommen von T. f. eriphile im Bergland des Río Apa. Dies erweiterte das bis dahin bekannte Verbreitungsgebiet Departamento Alto Paraná und der Gegend um Sapucai deutlich. Außerdem nennt er Chlorostilbon cyanothorax Bertoni, AW, 1901 als ein weiteres Synonym. »Cyanothorax« ist ein Wortgebilde aus »cyanos κυανος« für »dunkelblau« und »thōrax, thōrakos θωραξ, θωρακος« für »Brust«.